# Baitoa
Baitoa är en kommun i Dominikanska republiken. Den ligger i provinsen Santiago. Antalet invånare i kommunen är cirka 12 000.
Baitoa blev en kommun 20 januari 2016 innan var det ett kommundistrikt mellan 1993 och 2016 i kommunen Santiago.